# Jan van Scorel

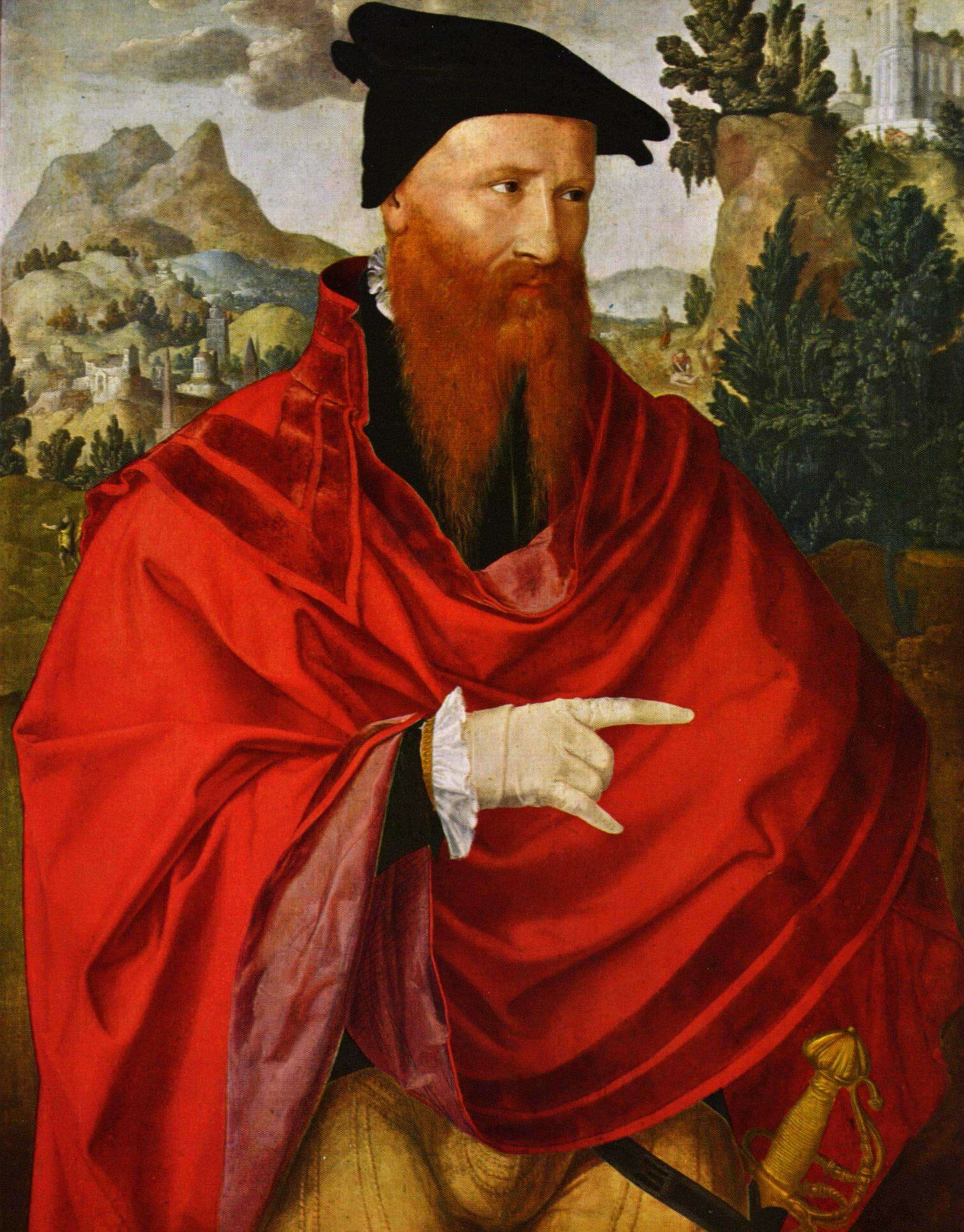
Portrait de David Joris, Kunstmuseum de Bâle.

Jan van Scorel (1495 à Schoorl - 6 décembre 1562 à Utrecht), dans la République des Lettres Ioannes Scorellus, est un peintre néerlandais à qui on attribue l'introduction aux Pays-Bas de l'art de la Renaissance italienne. On retrouve son effigie dans Les Effigies des peintres célèbres des Pays-Bas de Dominique Lampson. 
On ignore s'il commence sa formation avec Jan Gossaert à Utrecht. À partir de 1512, il est l'élève de Jacob Cornelisz à Amsterdam.
C'est un ami du poète Jean Second, dont il réalise le portrait et dont il existe une gravure célèbre. Il est parmi ses correspondants (Epistolarum libri duo).
Van Scorel se met à voyager dès 1519, d'abord à Nuremberg puis en Autriche. C'est là qu'il finit son premier tableau important intitulé Sippenaltar, un retable pour l'église d'Obervellach. À Venise, il subit l'influence de Giorgione, puis part à Rome où il découvre Raphaël et Michel-Ange. Il quitte Rome pour effectuer un pèlerinage en Terre sainte. Il réalise plusieurs vues de Jérusalem par la suite.
En 1522, le pape hollandais Adrien VI, le nomme conservateur des antiquités du Vatican au Belvédère, charge très prestigieuse que Raphaël occupait avant lui. Après la mort du pape, un an plus tard, il retourne aux Pays-Bas, s'installer dans sa ville natale d'Utrecht, où il reste jusqu'à sa mort.
Maarten van Heemskerck est un de ses élèves.

## Œuvres
- Le polyptyque de Marchiennes, musée de la Chartreuse de Douai, qui provient de l'abbaye de Marchiennes[4].
- 1519 : L'Adoration des mages
- 1519-1520 : 
  - Retable d'Obervellach, église paroissiale, Obervellach en Carinthie.
  - Paysage avec tournoi et chasseur, Art Institute of Chicago
- 1520 : La Mort de Cléopâtre, Rijksmuseum, Amsterdam
- 1521 : Portrait d'homme âgé de 32 ans, bois, 51 × 43 cm, musée du Louvre[5]
- v. 1521 : La Stigmatisation de saint François, huile sur bois, 69 × 54 cm, galerie Palatine, palais Pitti, Florence[6]
- vers 1526 : L'Entrée du Christ à Jérusalem, huile sur bois, 79 × 147 cm, Centraal Museum, Utrecht.
- 1527 : Le Baptême du Christ, Frans Hals Museum, Haarlem.
- 1529 : 
  - Marie-Madeleine, huile sur toile, 67 × 76,5 cm, Rijksmuseum, Amsterdam.
  - Agatha Van Schoonhoven, huile sur toile, 38 × 26 cm, galerie Doria-Pamphilj, Rome.
- vers 1529 : Vierge à l'enfant et aux églantines, Centraal Museum, Utrecht.
- vers 1530 : Le Déluge, huile sur bois, 109 × 178 cm, musée du Prado, Madrid
- 1531 : Portrait d'un jeune garçon, musée Boijmans Van Beuningen, Rotterdam[2]